# Apocephalus neivai
Apocephalus neivai är en tvåvingeart som beskrevs av Borgmeier 1931. Apocephalus neivai ingår i släktet Apocephalus och familjen puckelflugor. Inga underarter finns listade i Catalogue of Life.